# Christian Tessier
Christian Tessier (Toronto, 1 januari 1978) is een Canadees acteur. Hij is onder meer bekend door de Battlestar Galactica-franchise, waar hij in drie series meespeelde, namelijk The Resistance, Caprica en Battlestar Galactica.

## Filmografie
Uitgezonderd eenmalige gastrollen.
- 19-2 (2014-2017) als Marc Chartier
- Welcome to the Circle (2017) als Michael
- Wayward Pines (2015-2016) als barman
- Bates Motel (2016) als Stephen
- Home Invasion (2016) als Xander
- Outside the Lines (2015) als Newman
- Blind Fire (2015) als Cutler
- Impastor (2015) als Vic
- Godzilla (2014) als technieker
- Midnight Sun (2012) als Teddy
- Underworld Awakening (2012) als bewakingsagent
- Human Target (2011) als piloot
- Caprica (2010) als Francis
- Smoke Screen (2010) als Knox
- The A-Team (2010) als cipier
- Ice Blues (2008) als Skopes
- Yeti: Curse of the Snow Demon (2008) als Dennis
- Battlestar Galactica (2005-2006) als Tucker "Duck" Clellan
- Battlestar Galactica: The Resistance (2006) als Tucker "Duck" Clellan
- Saved (2006) als Shank & Dutch
- Ten Days to Victory (2005) als Farley Mowat
- Power Corps. (2004) als Faulkner
- The Day After Tomorrow (2004) als Aaron
- Taking Lives (2004) als ondervragingsofficier
- Timeline (2003) als MRI-technieker
- Shattered Glass (2003) als Cade
- Levity (2003) als feestend persoon
- Dice (2001) als Bill
- All Souls (2001) als Joey Passamontes
- The Score (2001) als zatlap
- Battlefield Earth (2000) als Mickey
- Time at the Top (1999) als soldaat
- A Call to Remember (1997) als Mike Banks
- Night of the Demons III (1997) als Orson
- Habitat (1997) als Herb
- Natural Enemy (1996) als Chris
- The Tomorrow People (1992-1995) als Megabyte
- Are You Afraid of the Dark? als Josh (1992) & Josh (1994)
- For Better or for Worse: The Good-for-Nothing (1993) als Lawrence Poirier
- For Better or for Worse: A Valentine from the Heart (1993) als Lawrence Poirier
- Eli's Lesson (1992) als Steve
- For Better or for Worse: A Christmas Angel (1992) als Lawrence Poirier
- Real Mature (1991) als meerdere rollen
- The Woman Who Raised a Bear as Her Son (1990) als Tuk
- You Can't Do That on Television (1989) als Christian

- Library of Congress Control Number: n2008038404
- Virtual International Authority File: 4403935
- WorldCat: E39PBJgCMFGb98gBKV8MXM8V4q